# 絶対☆は〜れむ
『絶対☆は〜れむ』（ぜったい☆は〜れむ）は、久遠ミチヨシによる成人向け漫画作品。同作者の代表作。本編の後日譚ともいえる『絶対☆は〜れむQUEENS 』についても、この項で述べる。

## ストーリー
自身の通っている大学生で募集されていた「男1人と女4人が同居する」という前代未聞の実験に、鹿園晴は親の仕送りが浮くことが目的で参加を決意する。
そんなハレが心配で幼馴染の彩花は、仕方なしに自らも被験者となることを決意する。その後、彩花を含めた魅力的な女性たちとの同棲生活が始まり、ハレと個性豊かなメンバーたちの運命が大きく変わっていく。

## 登場人物
鹿園晴（しかぞの はれ）
本作の主人公。通称：ハレ。身長は175cm前後。
元々は、実験の参加することにより、浮いた親の仕送りで贅沢三昧する目的だったが、次第に被験者の女性達たちの魅力に取りつかれていく。
初瀬木彩花（はつせぎ あやか）
本作のメインヒロイン。ハレの幼馴染。第1話にて、彼の初体験の相手となる。
眼鏡にお嬢様結びという理知的な美人女子大生。かなりの巨乳を持ち、巻を重ねるごとに徐々に肥大化していった。見た目に反し、性格は短気で喧嘩っ早く、ことあるごとにハレに鉄拳制裁をくわえている。
雨戸香夜（あまと かや）
本作のヒロインの1人。前髪をピンで留めている金髪美女。
有月夏蘭（ありづき さまら）
本作のヒロインの1人。ショートボブの髪型に豊満な身体つきをした美女。被験者の中で最年長者。冷静で大人びた発言が多い。
風瀬神琴（ふうせ みこと）
本作のヒロインの1人。アホ毛が一本立ったボーイッシュな美女。おそらく被験者の中で最年少者。貧乳が最大のコンプレックス。
ノミエ・ブリュノー
フランス人。21歳。身長は179cmで、ハレよりも若干高い。
小麦色の肌に腰まで届くロングウェーブが印象的な黒人美女。大食漢で常に何かしら食べている。『絶対☆は〜れむQUEENS 』では日本語を覚えたが、なぜか関西弁。
リズベット・オールビー
アメリカ人。20歳。身長は172cmで、ハレよりも少し低い。
そばかすと赤毛のおさげが特徴。
新堂仙也（しんどう せんや）
ハレの通う大学の教授で、実験の発案者。
ハレに劣らぬ性欲の持ち主。
孫和湖（そん わこ）
新堂の助手。
新堂とは上司と部下以上の関係。

## 単行本

### 絶対☆は〜れむ
エンジェル出版発行。
- 1.（2010年4月28日発行）ISBN 4575837628[1]
- 2.（2010年10月28日発行）ISBN 4575838322[1]
- 3.（2011年5月28日発行）ISBN 4575839132[1]
- 4.（2012年3月2日発行）ISBN 4575840386[1]
- 5.（2012年12月17日発行）ISBN 4873064740[1]
- 6.（2013年9月3日発行）ISBN 4873065240[1]
- 7.（2014年7月3日発行）ISBN 4873065844[1]

### 絶対☆は〜れむQUEENS
エンジェル出版発行。
- 1.（2016年7月30日発売）ISBN 4873067197[1]